# Ignaz Beth

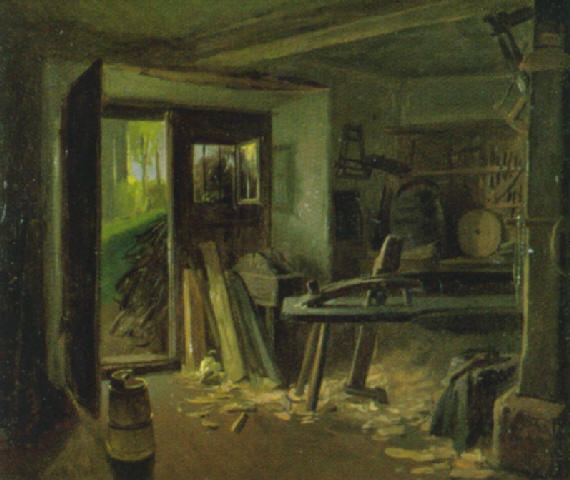
Ignaz Beth: Werkstatt mit offener Außentür

Ignaz Beth (tschechisch: Ignác Bett; * 1877 in Příbram, Böhmen; † 1. April 1918 in Berlin) war ein österreichischer deutsch-böhmischer Kunsthistoriker und Maler.

## Leben
Beth studierte in München und Prag und erwarb den Dr. jur. 1910 wurde er in Kunstgeschichte an der Universität Freiburg bei Wilhelm Vöge promoviert. Er beschäftigte sich vor allem mit der altdeutschen Kunst. Von 1910 bis 1915 gab er in Berlin die von Arthur L. Jellineck begründete Internationale Bibliographie der Kunstwissenschaft heraus.
Malerei studierte er in Krakau, wo er Schüler von Józef Mehoffer und Stanisław Wyspiański war, sowie in Warschau bei Leon Wyczólkowski. Er stellte 1912 und 1913 Stadtlandschaften im Pariser Salon d’Automne aus. Er verstarb in Berlin an den Folgen eines Straßenbahnunfalls. Der Berliner Kunsthändler Fritz Gurlitt veranstaltete nach Beths Tod in seiner Galerie eine Gedächtnisausstellung.

## Veröffentlichungen (Auswahl)
- Die Baumzeichnung in der deutschen Graphik des XV. und XVI. Jahrhunderts. Ein Beitrag zur Geschichte der deutschen Landschaftsdarstellung (= Studien zur deutschen Kunstgeschichte 130). Heitz, Straßburg 1910 (Dissertation, Digitalisat).
- Verzeichnis der Schriften von Wilhelm v. Bode. Zsgest. von Dr. Ignaz Beth. Behr, Berlin & Leipzig 1915.
- Moriz Melzer. Katalog f. d. Wander-Ausstellung durch d. Städte: Berlin-München-Wien-Dresden-Köln-Düsseldorf-Hamburg-Mannheim-Frankfurt-Leipzig-Stettin usw. Nebst e. Einführung in d. Werk d. Künstlers. Der Kentauer, Wolgast 1918.
- begonnen von Ignaz Beth, fertiggestellt von Hermann Schmitz: Die deutsche Malerei vom ausgehenden Mittelalter bis zum Ende der Renaissance. III: Oberdeutschland im XV./XVI. Jahrhundert (= Handbuch der Kunstwissenschaft). Akademische Verlagsgesellschaft Athenaion, Berlin-Neubabelsberg [1917ff.] (Digitalisat).